# Fantasma de las Navidades Futuras
El Fantasma de las Navidades Futuras o Espíritu de las Navidades Futuras es un personaje de ficción de la obra de Charles Dickens, A Christmas Carol (Cuento de Navidad). Su llegada es la tercera visita anunciada por el fallecido Marley. Según el relato, era un espectro al que no se le veía la cara, el cual se vestía completamente de negro. En todo caso, si tuviera, sería una calavera parecida a la muerte. En el Cuento de Navidad, hace que Scrooge cambie definitivamente. Es la cuarta y última aparición que se le presenta a Scrooge esa noche.

## SegúnUn Cuento de Navidad
Es un espíritu que nace de la sombra de Scrooge. Era un espíritu silencioso. A diferencia de los dos fantasmas anteriores este no habla. Su primera acción fue arremeter contra Scrooge de forma tan violenta que el señor cayo por unas escaleras. Scrooge vio que había caído por las mismas. Unos hombres se reían de la muerte de alguien. Esos hombres se separaron dejando a Scrooge solo, en medio de la plaza. La sombra de Scrooge volvió a cambiar, formando la del espíritu. El espíritu tenía un brazo extendido señalando a un coche fúnebre. El coche empezó a perseguirlo. Scrooge vio que el conductor, los caballos negros, la marca del coche... ¡Era el mismo coche fúnebre que había llevado el cuerpo muerto de su socio, Jacob Marley! ¡Venía hacia él! Scrooge fue menguando y se metió en unos tubos. Al salir del tubo observó que el coche fúnebre estaba ahora dirigido por el mismo espíritu, que hizo que Scrooge cayera a unas alcantarillas. Llegó a la tienda de trapos y botellas "El viejo Joe". La criada de Scrooge comerciaba con unos pijamas, telas y prendas. La Sra. Tilber, la criada, se pavoneaba de las prendas que eran terriblemente familiares para Scrooge. Joe, el dueño de la tienda, divisó a una rata que miraba a Scrooge. Joe golpeó a la rata con una vara lo suficientemente fuerte para hacer saltar por los aires a Scrooge. Al caer, Scrooge notó que se encontraba en una habitación, donde vio a un hombre fallecido en una cama; cuando el espíritu extendió su mano para quitarle la sábana que cubría su cara, Scrooge le dijo que no lo hiciera, ya que el no se encontraba capaz de verlo, entonces, el espíritu retiró su mano. Luego de esto, el espíritu le mostró una joven pareja en su casa, alegrándose de la muerte del hombre, quien era el Acreedor de dicha pareja. Cayó en un cementerio. Finalmente, el espíritu lleva a Scrooge a la casa de su empleado, Bob Cratchit, y le muestra que el hijo de este último, El pequeño Tim, falleció debido a que no tenían los recursos para pagar su tratamiento. Luego de esto, Scrooge horrorizado le pide al espíritu que le muestre el hombre fallecido que tanto habían mencionado, así que el espíritu lleva a Scrooge a un cementerio, donde el espíritu le muestra entonces la tumba abandonada de ese hombre, y Scrooge descubre con horror que el nombre escrito en la lápida es el suyo, y que el hombre muerto del que hablaban las personas que ha visto era él mismo. Llorando, Scrooge asegura al espíritu que cambiará de actitud para poder borrar el nombre escrito en la lápida. En ese momento, Scrooge despierta en su habitación, descubriendo que es la mañana de Navidad y que su viaje con los espíritus ha durado una sola noche. Es entonces cuando se convierte en un hombre generoso y amable y decide finalmente celebrar la Navidad feliz y tranquilo.
- Datos: Q2057368